# Tesco-busz (Salgótarján)
A salgótarjáni Tesco-busz Somoskőújfalu, országhatár és a salgótarjáni Tesco áruház között közlekedett. A járatot a többi salgótarjáni helyi járattal ellentétben nem a KMKK Zrt. hanem a Salgóbusz Kft. üzemeltette, a saját autóbuszaival, amik általában Ikarus 543 és Indcar Mago mikrobuszok voltak.

## Útvonala
| Tesco áruház felé:                                                               | Somoskőújfalu, országhatár felé:                                                 |
| -------------------------------------------------------------------------------- | -------------------------------------------------------------------------------- |
| Somoskőújfalu, országhatár – Somosi út – Füleki út / – Rákóczi út – Tesco áruház | Tesco áruház – Rákóczi út – Füleki út / – Somosi út – Somoskőújfalu, országhatár |

## Megállóhelyei
Figyelem! A táblázatban, a megállóhelyek hivatalos, a KMKK Zrt. által használt nevei vannak, a járat menetrendjében a cég a helyi nyelvben használt neveket alkalmazza
| Tesco (Somoskőújfalu, országhatár – Tesco áruház) |                                           |          | | |
| Perc (↓)                                          | Megállóhely                               | Perc (↑) | Megállóhelyet érintő járatok                                                                                | Fontosabb létesítmények                                                                                              |
| 0                                                 | Somoskőújfalu, országhatár Határ          | 35       | 11, 11B, 19, 113                                                                                            | |
| 3                                                 | Somoskőújfalu, községháza Somos központ   | 32       | 11, 11A, 11B, 19, 113                                                                                       | |
| 7                                                 | Somoskőújfalu, vasútállomás               | 28       | 11, 11A, 11B, 19, 113 Hatvan–Somoskőújfalu-vasútvonal                                                       | Somoskőújfalu |
| 12                                                | Beszterce-lakótelep Fácán söröző          | 23       | 6, 11, 11A, 11B, 19, 36, 61, 63, 63S, 113                                                                   | |
| 13                                                | Béketelep Tarján vendéglő                 | 22       | 6, 11, 11A, 11B, 19, 36, 61, 63, 63S, 113                                                                   | |
| 15                                                | Rendelőintézet Rendelő                    | 20       | 6, 7, 7A, 7B, 11, 11A, 11B, 19, 27A, 36, 61, 63, 63S, 113                                                   | Rendelőintézet |
| 17                                                | Szent Lázár Kórház Kórház                 | 18       | 6, 7, 7A, 7B, 11, 11A, 11B, 19, 27A, 36, 61, 63, 63S, 113                                                   | Nógrád Vármegyei Szent Lázár Kórház                                                                                  |
| 19                                                | Füleki úti körforgalom                    | 16       | 1, 1U, 6, 7, 7A, 7B, 11, 11A, 11B, 13, 14, 19, 27A, 36, 46, 63, 63S, 113                                    | |
| 23                                                | Fő tér                                    | 12       | 1, 1U, 6, 7, 7A, 7B, 11, 11A, 11B, 13, 14, 19, 27A, 36, 46, 63, 63S, 113 Hatvan–Somoskőújfalu-vasútvonal    | Salgótarján József Attila Művelődési és Konferencia Központ, Karancs Szálló, dr. Förster Kálmán Emlékpark            |
| 26                                                | Megyeháza Vásár tér                       | 9        | 1, 1U, 3C, 5, 6, 7, 7A, 7B, 7C, 8, 9, 11, 11A, 11B, 13, 14, 19, 27A, 36, 46, 58, 63, 63S, 113               | Megyeháza |
| 28                                                | Tűzhelygyár Gépipari                      | 7        | 1, 1U, 2A, 2T, 3C, 5, 6, 7, 7A, 7B, 7C, 8, 11, 11A, 11B, 13, 14, 19, 27A, 36, 46, 58, 63, 63S, 113          | Tűzhelygyár, Salgótarjáni Szakképzési Centrum Stromfeld Aurél Gépipari, Építőipari és Informatikai Szakközépiskolája |
| 30                                                | Tűzhelygyár alsó                          | 5        | 1, 1U, 2A, 2T, 3C, 5, 6, 7, 7A, 7B, 7C, 8, 11, 11A, 11B, 13, 14, 19, 27A, 36, 46, 58, 63, 63S, 113          | Tűzhelygyár |
| 32                                                | Külső-pályaudvar bejárati út              | 3        | 1, 1U, 2A, 2T, 3, 3C, 4, 5, 6, 7, 7A, 7B, 7C, 8, 9, 11, 11A, 11B, 13, 14, 19, 27A, 36, 46, 58, 63, 63S, 113 | Salgótarján külső Salgótarján helyi autóbusz-állomás                                                                 |
| 35                                                | Tesco áruház                              | 0        | 3, 4A, 9, 13, 19, 36, 63S, 113                                                                              | Tesco áruház |
| 40                                                | Szécsényi útelágazás Pálfalva körforgalom | ∫        | 9, 13, 19, 63, 63S Hatvan–Somoskőújfalu-vasútvonal                                                          | Zagyvapálfalva |